# Schirwanschah

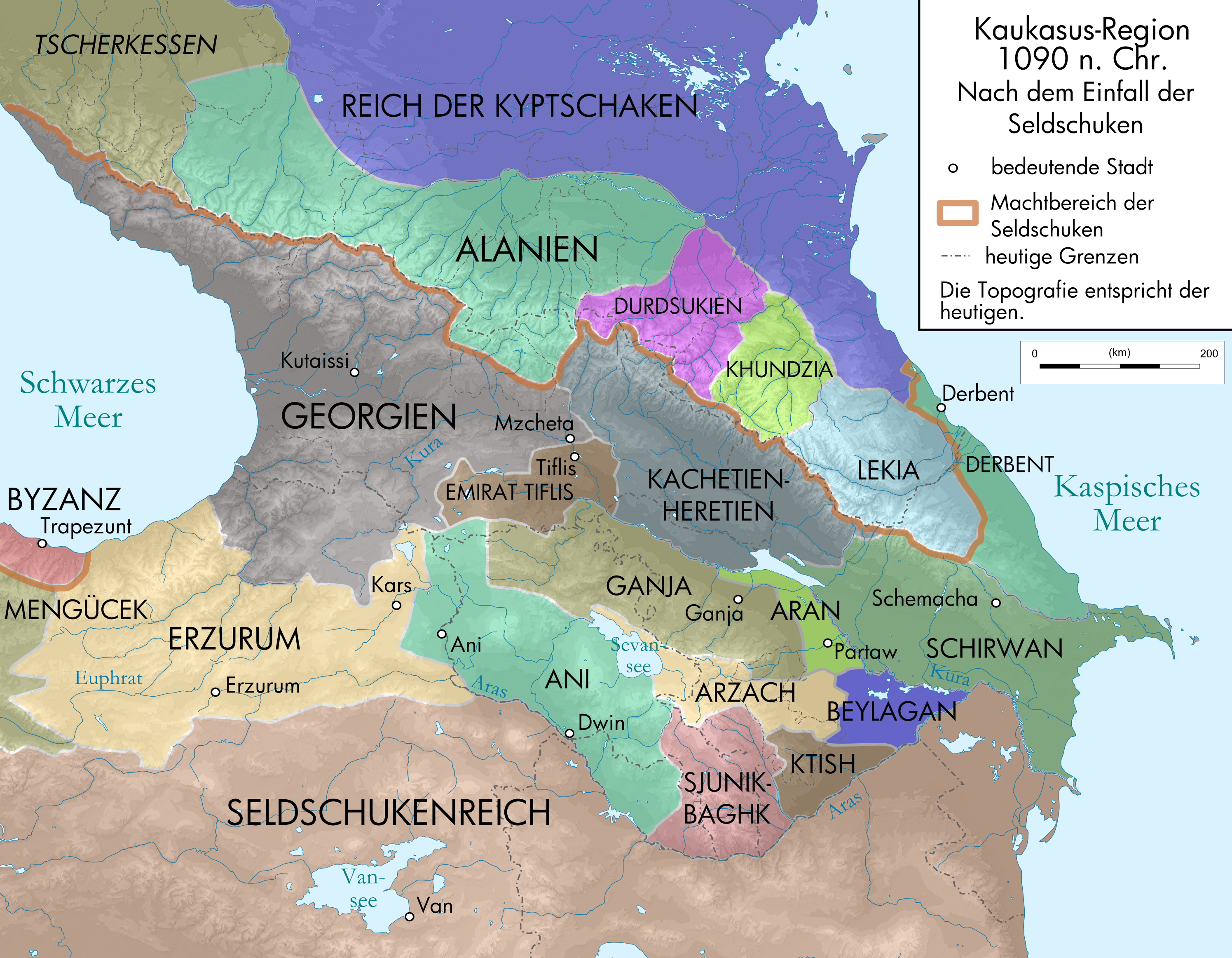
Die Kaukasus-Region um 1090 n. Chr.

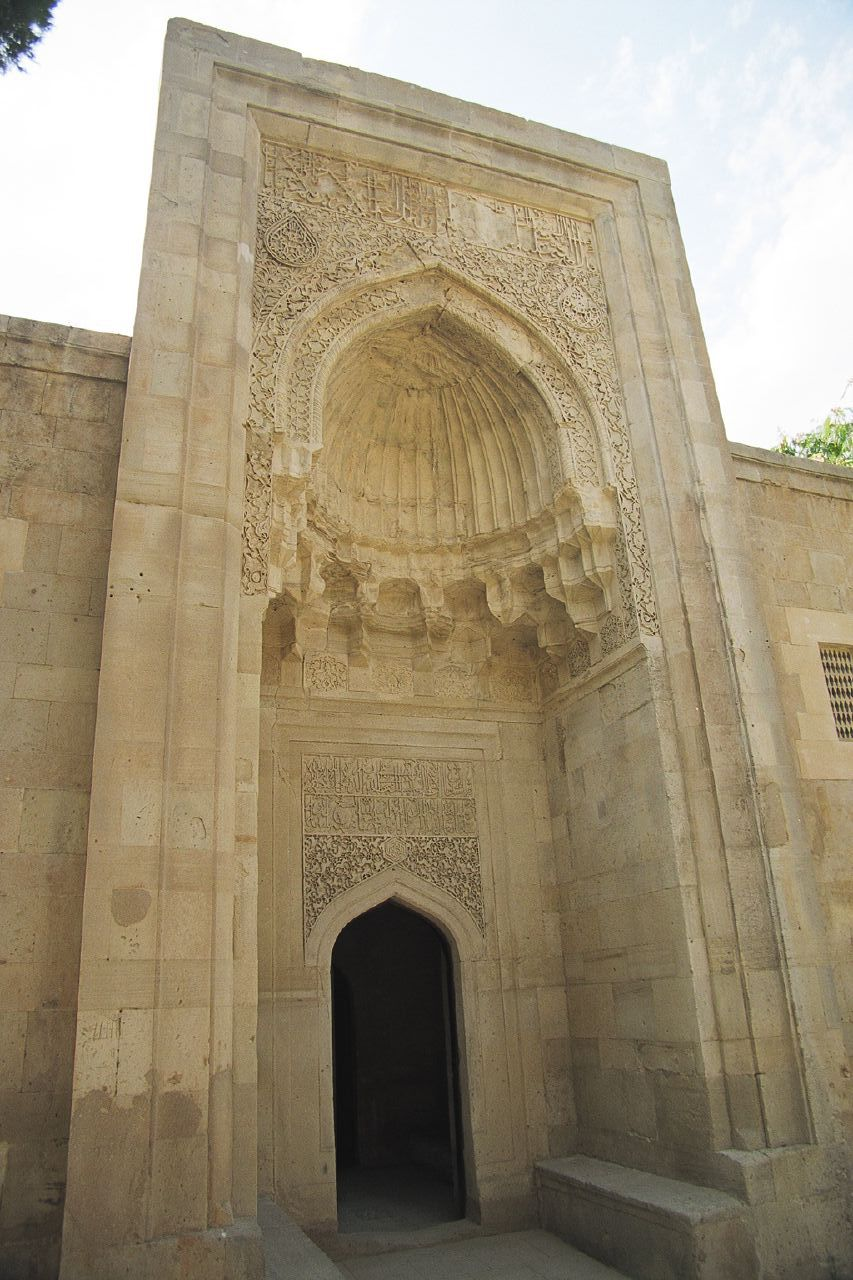
Palast-Mausoleum in Baku, 15. Jh.

Die Schirwanschahs (persisch شروانشاه, DMG Širwānšāh, ‚König von Schirwan‘) waren eine muslimische Dynastie, die in der Region Schirwan (im Gebiet des heutigen Aserbaidschans) regierte.

## Geschichte
Der Titel Schirwanschah bezeichnete laut Ibn Chordadhbeh und Al-Balādhurī schon zur Zeit der Sassaniden den Lokalherrscher von Schirwan.
Nach der islamischen Eroberung stand das Gebiet jahrhundertelang unter der Regierung einer arabischen Familie, den Yazididen, die sich auf den lokalen Gouverneur Yazid b. Mazyad Schaybani (gest. 801) zurückführten und im Laufe der Zeit benachbarte arabische und persische Familien und Fürstentümer (Layzanschahs, Khursanschahs) durch Heiratsverbindungen absorbierten.
Im 9. Jahrhundert spaltete sich Schirwan langsam vom Abbasiden-Kalifat ab, wobei sich seine Machthaber wieder Schirwanschah nannten. Das Zentrum der Unabhängigkeitsbemühungen war die gebirgige Region um die Festung Schamacha, die zur Hauptstadt wurde. Die Herrscher errichteten im ganzen Land Festungen, da häufig fremde Armeen einfielen. So konnte die Unabhängigkeit lange erhalten bleiben.
Im 12. Jahrhundert hatte das Land unter den Schirwanschahs Manuchehr und Ahsitan einen ersten Höhepunkt seiner Macht erreicht. In dieser Zeit wurde die Festung Baku angelegt und vorübergehend zur Hauptstadt gemacht, und eine Reihe von Dichtern (z. B. Chaqani, Nizami) gefördert. Schirwan stand damals allerdings im Vasallenverhältnis zu Georgien.
Nach dem Einfall der Mongolen wurde es um 1235 ein mongolischer Vasall und erholte sich nur langsam von den Verwüstungen durch die mongolischen Armeen. Im 14. Jahrhundert fiel Timur Lenk ein, so dass Schirwanschah Ibrahim I. seine Unabhängigkeit verlor und an Timurs Feldzügen teilnehmen musste. Ibrahim hatte auch einen schlechten Stand gegen die Qara-Qoyunlu-Turkmenen und geriet 1412 vorübergehend in deren Gefangenschaft.
Unter Khalilullah I. und Farrukh Yassar erreichte der Staat im 15. Jahrhundert erneut eine gewisse Machtposition, wobei u. a. der Palast der Schirwanschahs gebaut wurde. So konnten 1460 und 1488 die Armeen des militanten Safi-Ordens geschlagen werden, wenn auch beim zweiten Mal nur mit Hilfe der Aq-Qoyunlu-Turkmenen. 1500 wurde Farrukh Yassar von Ismail I. besiegt und fiel. Aber der Schah musste den Feldzug abbrechen, so dass Schirwan dem neuen persischen Staat der Safawiden tributpflichtig wurde. Im Jahre 1538 wurde es zu einer persischen Provinz.

## Architektur
Der Palast der Schirwanschahs (aserb.: Şirvanşahlar sarayı), der als eines der größten Werke der persischen Baukunst gilt, liegt in der Innenstadt von Baku. Der Palast umfasst neben dem Hauptpalastgebäude das Mausoleum, den Jungfrauenturm, die Schah-Moschee, das Grabmal des Seyid Yahya Bakuvi, das Murad-Tor, die Diwanchana, die Key-Gubad-Moschee und das Badehaus.

## Herrscherliste

### Banu Mazyad
| - Yazid ibn Mazyad Ibn Zayida ash-Shaybani (787–801) - Asad ibn Yazid (801–820) - Isa ibn Muhammad ibn Yazid (820–824) - Halid al-Gawad ibn Yazid (824–849) - Muhammed ibn Halid (850–861) - Heysam ibn Halid (861–?) - Muhammed ibn Heysam (?–?) - Heysam II. (?–?) - Ali ibn Heysam (c.912–927) - Abu Tahir Yazid II. (927–948, Enkel von Muhammed ibn Heysam (?)) - Muhammed III. (948–956, Bruder v. Yazid II (?)) | - Ahmad (956–980, Bruder v. Yazid II (?)) - Muhammad ibn Ahmad (980–991) - Yezid III. ibn Ahmed (991–1027) - Manuchehr ibn Yezid (1027–1034) - Abu Mansur Ali ibn Yezid (1034–1043) - Qubad ibn Yezid (1043–1049) - Bukhtnassar Ali (1049–?, Enkel v. Yezid III (?)) - Salar ibn Yezid (?–1062) - Fariburz ibn Salar (1062–1094, Vasall der Seldschuken) - Manuchehr II. (1094–1106 (?), Sohn von Fariburz) - Afridun I. bzw. Faridun I. (1106–1120, Sohn von Fariburz) |

### Banu Kasran
| - Abu'l Muzaffar Manuchehr III. ibn Kasran (1120–1160) - Afridun II. (1160 (?)) - Ahsitan I. ibn Manuchehr (1160–1196? Todesjahr unklar) - Shahenshah I. ibn Manuchehr (1196–1201 (?) – wahrscheinl. Mitherrscher) - Fariburz II. ibn Afridun ibn Manuchehr (1201–1204 (?) – wahrscheinl. Mitherrscher) - Farrukhzad I. ibn Manuchehr (1204 (?) – wahrscheinl. Mitherrscher) - Qirshasp (1204?–1225, Sohn v. Farrukhzad I.) - Ala ad-Din Fariburz III. (1225–1255, Sohn von Qirshasp) | - Ahsitan II. (1255–1258, Sohn von Fariburz III) - Qirshasp II. (1258–1265 (?)) - Abu'l Fath Farrukhzad II. (1265–1282 (?), Sohn von Fariburz III. (?)) - Ahsitan (1282-94 (?)) - Qey Qabus I. (1294–1317 (?)) - Qey Qubad I. (1317–1345, Sohn v. Farrukhzad II (?)) - Qey Qabus II. (1345–1372, Sohn v. Qey Qubad I) - Husheng (1372–1382, Sohn v. Qey Qabus II.) |

### Darbandi-Dynastie (1382–1538)
| - Ibrahim I. ibn Muhammad Darbandi (1382–1417, Vasall der Timuriden) - Khalilullah I. bzw. Nusrat ad-Din Halil-Allah I. (1417–1464) - Farrukh Yassar (1464–1500) - Bahram Bey ibn Farrukh Yassar (1501) - Qazi Bey ibn Farrukh Yassar (1501–1502) - Mahmud ibn Qazi (1502) | - Ibrahim II Sheykshah (1502–1524, Vasall der Safawiden) - Khalilullah II. (1524–1536) - Farrukh Yassar II. (?) - Shahrukh ibn Farrukh ibn Ibrahim (1536–1538) - [Burhan Ali 1544 und sein Sohn Abu Bakr 1578] |